# 38 Leonis Minoris
38 Leonis Minoris, som är stjärnans Flamsteed-beteckning, är en dubbelstjärna, belägen i den norra delen av stjärnbilden Lilla lejonet. Den har en kombinerad skenbar magnitud av ca 5,84 och är svagt synlig för blotta ögat där ljusföroreningar ej förekommer. Baserat på parallaxmätning inom Hipparcosuppdraget på ca 19,1 mas, beräknas den befinna sig på ett avstånd på ca 171 ljusår (ca 52 parsek) från solen. Den rör sig bort från solen med en heliocentrisk radialhastighet på ca 31 km/s och har en relativt stor egenrörelse och rör sig över himlavalvet med en vinkelhastighet av 0,226 bågsekunder per år.

## Egenskaper
Primärstjärnan 38 Leonis Minoris A är en gul till vit underjättestjärna av spektralklass G0 IV. Den har en massa som är ca 1,7 solmassor, en radie som är ca 3 solradier och utsänder från dess fotosfär ca 11 gånger mera energi än solen vid en effektiv temperatur av ca 6 100 K. 
38 Leonis Minoris är en enkelsidig spektroskopisk dubbelstjärna  med en omloppsperiod på 7,8 dygn och en låg excentricitet på 0,023, nästan cirkulär. Följeslagaren är en lätt stjärna med en massa ≥0,31 solmassor.